# Caldes
Caldes (IPA: /kalˈdes/, Caudés o Cjaudés in solandro) è un comune italiano di 1 117 abitanti della Val di Sole, della provincia autonoma di Trento in Trentino-Alto Adige.

## Storia

### Simboli
Lo stemma e il gonfalone sono stati concessi con regio decreto 17 aprile 1930.
Riprende il simbolo della famiglia dei Caldesio, che nel Medioevo detenne la signoria di Castel Caldes, così come appare su un sigillo apposto su un documento del 1371 conservato nell'archivio della parrocchia di Caldes.
Il gonfalone è un drappo rosso riccamente ornato di decori d'argento.

## Monumenti e luoghi d'interesse

### Architetture religiose
- Chiesa parrocchiale di San Bartolomeo (1852)
- Chiesa di San Giacomo Maggiore nella frazione di San Giacomo
- Chiesa dei Santi Pietro e Paolo nella frazione di Bozzana
- Chiesa di San Vigilio nella frazione di Samoclevo
- Campanile romanico della chiesa, ora demolita, di San Bartolomeo[11]
- Chiesa cimiteriale di San Rocco, gotica con campanile romanico
- Cappella di Sant'Apollonia, o del Crocifisso, a Caldes

### Architetture civili
- Castel Caldes (XIII secolo)
  - Cappella della Natività di Maria (ca. 1571), cappella del castello con affreschi di Elia Naurizio realizzati nel 1629
- Rocca di Samoclevo (XII secolo)

### Architetture militari
- Trincee di Bordiana-Bozzana, trincee austro-ungariche della prima guerra mondiale[12]

## Società

### Evoluzione demografica
Abitanti censiti

### Lingue e dialetti
La popolazione è in maggioranza di madrelingua ladina.

## Geografia antropica
La circoscrizione territoriale ha subito le seguenti modifiche: nel 1928 aggregazione di territori dei soppressi comuni di Bozzana, Cavizzana, Samoclevo e San Giacomo; nel 1956 distacco di territori per la ricostituzione del comune di Cavizzana (Censimento 1951: pop. res. 276).

## Economia

### Artigianato
È ancora diffusa e rinomata l'antica lavorazione del legno finalizzata alla realizzazione di mobili e arredamenti.

## Amministrazione
| Periodo        | Periodo        | Primo cittadino | Partito      | Carica  | Note                  |
| -------------- | -------------- | --------------- | ------------ | ------- | --------------------- |
| 17 maggio 2010 | 10 maggio 2015 | Antonio Maini   | Lista civica | Sindaco | [ 16 ]                |
| 11 maggio 2015 | in carica      | Antonio Maini   | Lista civica | Sindaco | riconfermato nel 2020 |

### Gemellaggi
- Candes-Saint-Martin[17]

## Sport
Nel 1993 Caldes ha ospitato presso il centro sportivo delle "Contre", lungo il torrente Noce, le prove di discesa dei campionati mondiali di canoa/kayak fluviale.
Lo stesso centro sportivo ha ospitato inoltre varie edizioni dei campionati italiani di canoa discesa, sprint e una prova di Coppa del mondo di canoa discesa nel 1998.